# Nouvel Esprit démocratique
Le Nouvel Esprit démocratique (Fryme e Re Demokratike en albanais, FRD) est un parti politique albanais de centre droit, libéral-conservateur et pro-européen.

## Historique
Il a été fondé le 30 avril 2012 par Gazmend Oketa, ancien ministre de la Défense et alors membres du Parti démocrate d'Albanie (PDSh), et d'autres proches du président de la République Bamir Topi. À cet égard, il a été surnommé « le parti du président ».
Le 7 septembre suivant, Topi, dont le mandat à la tête de l'État a pris fin en juillet 2012, est élu président du FRD.